# James Kirk
James Nichol Kirk (* 2. Mai 1986 in Vancouver) ist ein kanadischer Filmschauspieler.

## Leben
James Kirk ist der Sohn von Al Kirk, einem Feuerwehrmann und Jackie Kirk, einer Angestellten einer lokalen Bank. Er hat zudem zwei jüngere Brüder, Charlie und Kevin. Kirk wurde bis zum Alter von sieben Jahren in einer römisch-katholischen Schule unterrichtet, ehe er auf eine öffentliche Schule wechselte.
Wie andere Schauspieler auch, stand Kirk im Schultheater auf der Bühne, und gab 1998 sein Filmdebüt in der Filmkomödie Golf Punks an der Seite von Tom Arnold. Er stand seitdem vorwiegend in Independentfilmen vor der Kamera. Einer breiten Öffentlichkeit bekannt wurde er durch den Spielfilm X-Men 2 und als Darsteller des Jesse Keys in der Miniserie Taken.
Heute lebt James Kirk in Vancouver.

## Filmografie (Auswahl)

### Fernsehserien
- 2001: Seven Days – Das Tor zur Zeit (Seven Days)
- 2001: Dark Angel
- 2002: Taken
- 2004: Smallville
- 2014: Motive

### Spielfilme
- 2002: Bang, Bang, Du bist tot (Bang, Bang, You’re Dead)
- 2002: Talking to Heaven (Living with the Dead)
- 2003: X-Men 2 (X2)
- 2003: Final Destination 2
- 2004: Ein Engel für Eve (Eve's Christmas)
- 2005: Verlieben verboten (Confessions of a Sociopathic Social Climber)
- 2005: Das schnelle Geld (Two for the Money)
- 2006: She’s the Man – Voll mein Typ! (She's the Man)
- 2006: Dr. Dolittle 3
- 2011: Behemoth – Monster aus der Tiefe (Behemoth)
- 2021: Needle in a Timestack